# Liparetrus bakeri
Liparetrus bakeri är en skalbaggsart som beskrevs av Britton 1980. Liparetrus bakeri ingår i släktet Liparetrus och familjen Melolonthidae. Inga underarter finns listade i Catalogue of Life.